# Brachymeles boulengeri
Brachymeles boulengeri är en ödleart som beskrevs av Taylor 1922. Brachymeles boulengeri ingår i släktet Brachymeles och familjen skinkar. IUCN kategoriserar arten globalt som livskraftig.
Arten förekommer i Filippinerna med undantag av de västra och södra öarna. Brachymeles boulengeri lever i fuktiga skogar och den besöker odlingsmark i närheten. Individerna gömmer sig ofta i lövskiktet eller under bråte.

## Underarter
Arten delas in i följande underarter:
- B. b. boulengeri
- B. b. taylori